# Sant'Andrea di Conza
Sant'Andrea di Conza er en by i Campania, Italien med 1.406 (2023) indbyggere.